# Lukas Hlava
Lukas Hlava, né le 10 septembre 1984 à Turnov, est un sauteur à ski tchèque.

## Biographie
Licencié au Dukla Liberec, il reçoit sa première sélection internationale à l'occasion des Championnats du monde junior 2002.
Il apparaît dans la Coupe du monde en janvier 2003 à Liberec. Un mois plus tard, il est appelé pour les Championnats du monde sénior à Val di Fiemme, où il est 44e au grand tremplin et huitième par équipes. Il doit attendre 2006 pour obtenir son premier podium international en terminant deuxième de la Coupe FIS à Harrachov. L'hiver suivant, il marque ses premiers points dans la Coupe du monde avec une 27e place en vol à ski à Vikersund, puis s'impose dans la Coupe continentale à Oberhof. En 2008-2009, il concourt pour le classement de la Coupe continentale, gagnant son deuxième concours à Zakopane, pour finalement occuper le deuxième rang au général. Il est sélectionné pour les Championnats du monde qui ont lieu sur ses bases d'entraînement à Liberec, où il obtient des résultats tels que 20e et 27e en individuel et cinquième par équipes, soit sa meilleure série en grand rendez-vous.
En 2010, il obtient sa première sélection pour les Jeux olympiques de Vancouver, où il est 38e au petit tremplin et septième par équipes. Hlava se rapproche du sommet de la hiérarchie à l'été 2011, où il compte un top dix à Hinzenbach. Il transcrit ce résultat en forme durant la Coupe du monde à Lillehammer, où il prend la cinquième place.
En 2012, il termine troisième d'une manche de Coupe du monde disputée à Lahti. Il obtient son meilleur classement général à l'issue de cet hiver 2011-2012 avec une 14e place. À l'été 2012, il monte sur son premier et seul podium au Grand prix à Hinterzarten.
En 2014, il est au mieux 16e dans la Coupe du monde et occupe la 46e position au petit tremplin aux Jeux olympiques de Sotchi. Hlava prend part aux Jeux olympiques de Pyeongchang en 2018.
En 2019, où il échoue à ses qualifier pour les Championnats du monde, il prend sa retraite sportive pour passer à un autre rôle celui d'entraîneur dans l'équipe tchèque de saut.

## Palmarès

### Jeux olympiques
| Épreuve / Édition | Vancouver 2010 | Sotchi 2014 | Pyeongchang 2018 |
| Petit tremplin    | 38e            | 46e         | -                |
| Petit tremplin    | -              | -           | 52e              |
| Par équipes       | 7e             | -           | -                |

### Championnats du monde
| Épreuve / Édition | Épreuve / Édition | Val di Fiemme 2003 | Oberstdorf 2005 | Liberec 2009 | Oslo 2011 | Val di Fiemme 2013 | Falun 2015 |
| Petit tremplin    | Petit tremplin    | -                  | -               | 20e          | 42e       | 25e                | 32e        |
| Grand tremplin    | Grand tremplin    | 44e                | -               | 27e          | 47e       | 24e                | -          |
| Par équipes       | PT                | -                  | 7e              | -            | -         | -                  | -          |
| Par équipes       | GT                | 8e                 | 8e              | 5e           | 8e        | 7e                 | 8e         |

Légende : PT = petit tremplin, GT = grand tremplin.

### Championnats du monde de vol à ski
| Épreuve / Édition | Planica 2004 | Planica 2010 | Vikersund 2012 | Tauplitz 2016 |
| Individuel        | 47e          | 31e          | 16e            | 24e           |
| Par équipes       | 9e           | 5e           | 6e             | 6e            |

### Coupe du monde
- Meilleur classement général : 14e en 2012.
- 1 podium individuel : 1 troisième place.

#### Différents classements en Coupe du monde
| Année     | Classement général final |
| 2006-2007 | 82e                      |
| 2008-2009 | 58e                      |
| 2009-2010 | 48e                      |
| 2010-2011 | 50e                      |
| 2011-2012 | 14e                      |
| 2012-2013 | 35e                      |
| 2013-2014 | 57e                      |
| 2014-2015 | 78e                      |
| 2015-2016 | 35e                      |
| 2016-2017 | 49e                      |
| 2017-2018 | 49e                      |
| 2018-2019 | 54e                      |

### Grand Prix
- 1 podium.

### Coupe continentale
- Meilleur classement général : 2e en 2009.
- 14 podiums, dont 4 victoires.